# Choice (Texas)
Pour les articles homonymes, voir Choice.
La zone non incorporée de Choice est située dans le comté de Shelby, dans l’État du Texas, aux États-Unis.